# 簡 (密蘇里州)
簡是位於美國密蘇里州麥克唐納縣的村。

## 人口
根據2020年美國人口普查的數據，簡的面積為7.70平方千米，皆為陸地。當地共有人口359人，而人口密度為每平方千米47人。